# 2042 Sitarski
2042 Sitarski је астероид главног астероидног појаса са средњом удаљеношћу од Сунца која износи 2,752 астрономских јединица (АЈ).
Апсолутна магнитуда астероида је 12,8.